# Corallinophycidae incertae sedis
Corallinophycidae incertae sedis, postoje pet rodova sa šest vrsta crvenih algi nesigurnog položaja unutar podrazreda Corallinophycidae, razred Florideophyceae. Jedini živi predstavnik je vrsta Corallinapetra novaezelandiae, dok su vrste svih ostalih rodova fosilne.

## Rodovi i broj vrsta
1. †Chihsienella Y.Z.Liang & R.C.Tsao, 1974, nom. inval. (1)
2. †Cuneiphycus J.H.Johnson, 1960   (2)
3. †Paracolonnella Y.Z.Liang & R.C.Tsao, 1974 (1)
4. †Pseudaethesolithon G.F.Elliott, 1971 (1)